# Página web dinâmica
Uma página web dinâmica é uma página construída em tempo de execução (durante a execução do software), em contraste com uma página web estática, que é exibida exatamente como está armazenada.  
Uma página web dinâmica no lado do servidor é uma página cuja construção é controlada por um servidor de aplicativo que processa scripts do lado do servidor. Na scriptagem do lado do servidor, parâmetros determinam como a montagem de cada nova página web é realizada, incluindo a configuração de processamento adicional no lado do cliente.  
Uma página web dinâmica no lado do cliente processa a página usando JavaScript executado no navegador durante o carregamento. O JavaScript pode interagir com a página por meio do Document Object Model (DOM), consultando e modificando seu estado. Mesmo que uma página web seja dinâmica no lado do cliente, ela ainda pode ser hospedada em um serviço de hospedagem estática, como GitHub Pages ou Amazon S3, desde que não inclua nenhum código do lado do servidor.  
Uma página web dinâmica pode ser recarregada pelo usuário ou por um programa de computador para alterar algum conteúdo variável. As atualizações podem vir do servidor ou de mudanças no DOM da página. Isso pode ou não truncar o histórico de navegação ou criar uma versão salva para retornar, mas uma atualização dinâmica da página usando tecnologias AJAX não criará uma página para voltar nem truncará o histórico de navegação após a página exibida. Com o AJAX, o usuário final tem uma única página dinâmica gerenciada como uma única página no navegador, enquanto o conteúdo real renderizado nela pode variar. O mecanismo AJAX opera apenas no navegador, solicitando partes do seu DOM a um servidor de aplicação. Um servidor de aplicação específico pode oferecer uma interface padronizada no estilo REST para fornecer serviços ao aplicativo web.
DHTML é o termo abrangente para tecnologias e métodos usados para criar páginas web que não são estáticas, embora tenha caído em desuso desde a popularização do AJAX – um termo que hoje também raramente é utilizado. Scripts do lado do cliente, scripts do lado do servidor ou uma combinação de ambos proporcionam a experiência dinâmica na web dentro do navegador.